# 阿格拉堡
阿格拉堡，又名為阿格拉红堡，位于印度阿格拉，距离泰姬陵西北2.5公里，是印度三大红堡之一（另两座是德里红堡和法泰赫普爾西克里）。1983年被列入世界遗产。它的建造与使用历经莫卧儿王朝的阿克巴、沙贾汗、贾汉吉尔、奥朗则布等多位皇帝。城门和城墙为阿克巴大帝所建，結合了印度和中亚的建筑风格。沙贾汗晚年被儿子奥朗则布囚禁于此，在八角亭上眺望泰姬陵度过8年余生。